# Équipe d'Angleterre de football à la Coupe du monde 1998
L'Équipe d'Angleterre de football est éliminée en huitième de finale de la coupe du monde de football de 1998.

## Effectif
Le 12 mai 1998, le sélectionneur Glenn Hoddle, dévoile une pré-liste de 30 joueurs. Les principaux absents de cette pré-liste sont l'attaquant de Manchester United, Andy Cole, auteur de 25 buts toutes compétitions confondues, le milieu de terrain Matthew Le Tissier, auteur d'un triplé avec l'équipe B d'Angleterre contre la Russie B le 21 avril 1998, et le défenseur Stuart Pearce, qui, malgré ses 36 ans, vient de réaliser une bonne saison avec Newcastle en atteignant la finale de la Coupe d'Angleterre. Ray Parlour, vainqueur de la Coupe et du Championnat avec Arsenal, Dominic Matteo (défenseur de Liverpool), Kevin Pressman (gardien de but de Sheffield Wednesday) et Chris Sutton (attaquant de Blackburn Rovers) ne font également pas partie de cette pré-liste.
Le 22 mai 1998, Jamie Redknapp déclare forfait pour le Mondial à cause d'une blessure à un genou. C'est ensuite Ian Wright qui déclare forfait après avoir été blessé lors du match de préparation contre le Maroc, disputé le 27 mai 1998 dans le cadre du Tournoi Hassan II.
Le 31 mai 1998, Glenn Hoddle dévoile sa liste des 22 joueurs retenus pour le Mondial. Les six joueurs écartés sont Paul Gascoigne (milieu de terrain des Glasgow Rangers), Ian Walker (gardien de but de Tottenham), Phil Neville et Nicky Butt (tous deux joueurs de Manchester United), Andy Hinchcliffe (défenseur de Sheffield Wednesday) et Dion Dublin (attaquant de Coventry),.
| Numéro / Nom       | Numéro / Nom     | Club                | Date de naissance | J.              | Buts            |                 |                 |                 |
| Gardiens de but    | Gardiens de but  | Gardiens de but     | Gardiens de but   | Gardiens de but | Gardiens de but | Gardiens de but | Gardiens de but | Gardiens de but |
| ------------------ | ---------------- | ------------------- | ----------------- | --------------- | --------------- | --------------- | --------------- | --------------- |
| 1                  | David Seaman     | Arsenal             | 19 septembre 1963 | 4               | 0               | 0               | 0               | 0               |
| 13                 | Nigel Martyn     | Leeds United        | 11 août 1966      | 0               | 0               | 0               | 0               | 0               |
| 22                 | Tim Flowers      | Blackburn Rovers    | 3 février 1967    | 0               | 0               | 0               | 0               | 0               |
| Défenseurs         |                  |                     |                   |                 |                 |                 |                 |                 |
| 2                  | Sol Campbell     | Tottenham Hotspur   | 18 septembre 1974 | 4               | 0               | 1               | 0               | 0               |
| 3                  | Graeme Le Saux   | Chelsea             | 17 octobre 1968   | 4               | 0               | 0               | 0               | 0               |
| 5                  | Tony Adams       | Arsenal             | 10 octobre 1966   | 4               | 0               | 0               | 0               | 0               |
| 6                  | Gareth Southgate | Aston Villa         | 3 septembre 1970  | 2               | 0               | 0               | 0               | 0               |
| 12                 | Gary Neville     | Manchester United   | 18 février 1975   | 3               | 0               | 0               | 0               | 0               |
| 18                 | Martin Keown     | Arsenal             | 24 juillet 1966   | 0               | 0               | 0               | 0               | 0               |
| 21                 | Rio Ferdinand    | West Ham United     | 7 novembre 1978   | 0               | 0               | 0               | 0               | 0               |
| Milieux de terrain |                  |                     |                   |                 |                 |                 |                 |                 |
| 4                  | Paul Ince        | Liverpool           | 21 octobre 1967   | 4               | 0               | 1               | 0               | 0               |
| 7                  | David Beckham    | Manchester United   | 2 mai 1975        | 3               | 1               | 0               | 0               | 1               |
| 8                  | David Batty      | Newcastle United    | 2 décembre 1968   | 4               | 0               | 0               | 0               | 0               |
| 11                 | Steve McManaman  | Liverpool           | 11 février 1972   | 1               | 0               | 0               | 0               | 0               |
| 14                 | Darren Anderton  | Tottenham Hotspur   | 3 mars 1972       | 4               | 1               | 0               | 0               | 0               |
| 15                 | Paul Merson      | Middlesbrough       | 20 mars 1968      | 1               | 0               | 0               | 0               | 0               |
| 16                 | Paul Scholes     | Manchester United   | 16 novembre 1974  | 4               | 1               | 1               | 0               | 0               |
| 17                 | Rob Lee          | Newcastle United    | 1er février 1966  | 1               | 0               | 0               | 0               | 0               |
| Attaquants         |                  |                     |                   |                 |                 |                 |                 |                 |
| 9                  | Alan Shearer     | Newcastle United    | 13 août 1970      | 4               | 2               | 1               | 0               | 0               |
| 10                 | Teddy Sheringham | Manchester United   | 2 avril 1966      | 2               | 0               | 0               | 0               | 0               |
| 19                 | Les Ferdinand    | Tottenham Hotspur   | 30 novembre 1966  | 0               | 0               | 0               | 0               | 0               |
| 20                 | Michael Owen     | Liverpool           | 14 décembre 1979  | 4               | 2               | 0               | 0               | 0               |
| Sélectionneur      |                  |                     |                   |                 |                 |                 |                 |                 |
|                    | Glenn Hoddle     |                     | 27 octobre 1957   |                 |                 |                 |                 |                 |
| Réserve            |                  |                     |                   |                 |                 |                 |                 |                 |
|                    | Ian Walker       | Tottenham Hotspur   | 31 octobre 1971   |                 |                 |                 |                 |                 |
|                    | Phil Neville     | Manchester United   | 21 janvier 1977   |                 |                 |                 |                 |                 |
|                    | Paul Gascoigne   | Middlesbrough       | 27 mai 1967       |                 |                 |                 |                 |                 |
|                    | Andy Hinchcliffe | Sheffield Wednesday | 5 février 1969    |                 |                 |                 |                 |                 |
|                    | Nicky Butt       | Manchester United   | 21 janvier 1975   |                 |                 |                 |                 |                 |
|                    | Dion Dublin      | Coventry City       | 22 avril 1969     |                 |                 |                 |                 |                 |

## Staff

### Sélectionneur
- Glenn Hoddle

### Entraîneurs adjoints
- John Gorman, entraîneur adjoint
- Peter Taylor, assistant
- Ray Clemence, entraîneur des gardiens

## Qualification
L'Angleterre se qualifie en finissant première d'un groupe comprenant l'Italie la Pologne, la Géorgie et la Moldavie.

## La coupe du monde
|   | Équipe     | Pts | J | G | N | P | Bp | Bc | Diff |
| 1 | Roumanie   | 7   | 3 | 2 | 1 | 0 | 4  | 2  | +2   |
| 2 | Angleterre | 6   | 3 | 2 | 0 | 1 | 5  | 2  | +3   |
| 3 | Colombie   | 3   | 3 | 1 | 0 | 2 | 1  | 3  | -2   |
| 4 | Tunisie    | 1   | 3 | 0 | 1 | 2 | 1  | 4  | -3   |

| 14 | 15 juin 1998 | Angleterre | 2 - 0 | Tunisie    |
| 15 | 15 juin 1998 | Roumanie   | 1 - 0 | Colombie   |
| 31 | 22 juin 1998 | Colombie   | 1 - 0 | Tunisie    |
| 32 | 22 juin 1998 | Roumanie   | 2 - 1 | Angleterre |
| 47 | 26 juin 1998 | Roumanie   | 1 - 1 | Tunisie    |
| 48 | 26 juin 1998 | Colombie   | 0 - 2 | Angleterre |

| 15 juin 1998 | Angleterre                | 2 - 0   | Tunisie | Stade Vélodrome, Marseille                       |                                                  |
| 14:30        | Shearer 43e · Scholes 89e | (1 - 0) |         | Spectateurs : 54 587 Arbitrage : Masayoshi Okada | Spectateurs : 54 587 Arbitrage : Masayoshi Okada |
| 14:30        | (Rapport)                 |         |         | Spectateurs : 54 587 Arbitrage : Masayoshi Okada | Spectateurs : 54 587 Arbitrage : Masayoshi Okada |

| 22 juin 1998 | Roumanie                    | 2 - 1   | Angleterre | Stadium municipal, Toulouse                 |                                             |
| 21:00        | Moldovan 47e · Petrescu 90e | (0 - 0) | Owen 79e   | Spectateurs : 33 500 Arbitrage : Marc Batta | Spectateurs : 33 500 Arbitrage : Marc Batta |
| 21:00        | (Rapport)                   |         |            | Spectateurs : 33 500 Arbitrage : Marc Batta | Spectateurs : 33 500 Arbitrage : Marc Batta |

| 26 juin 1998 | Colombie  | 0 - 2   | Angleterre                 | Stade Félix-Bollaert, Lens                            |                                                       |
| 21:00        |           | (0 - 2) | Anderton 20e · Beckham 29e | Spectateurs : 38 100 Arbitrage : Arturo Brizio Carter | Spectateurs : 38 100 Arbitrage : Arturo Brizio Carter |
| 21:00        | (Rapport) |         |                            | Spectateurs : 38 100 Arbitrage : Arturo Brizio Carter | Spectateurs : 38 100 Arbitrage : Arturo Brizio Carter |

### Huitième de finale
| 30 juin 1998                      | Argentine                                   | 2 - 2 a. p.           | Angleterre                               | Stade Geoffroy-Guichard, Saint-Étienne              |                                                     |
| 21:00 · Historique des rencontres | Batistuta 6e (pen) · Zanetti 45+1e          | (2 - 2, 2 - 2, 2 - 2) | Shearer 10e (pen) · Owen 16e             | Spectateurs : 30 600 Arbitrage : Kim Milton Nielsen | Spectateurs : 30 600 Arbitrage : Kim Milton Nielsen |
| 21:00 · Historique des rencontres | (Rapport)                                   |                       |                                          | Spectateurs : 30 600 Arbitrage : Kim Milton Nielsen | Spectateurs : 30 600 Arbitrage : Kim Milton Nielsen |
| 21:00 · Historique des rencontres | · Berti · Crespo · Verón · Gallardo · Ayala | Tirs au but 4 - 3     | · Shearer · Ince · Merson · Owen · Batty | Spectateurs : 30 600 Arbitrage : Kim Milton Nielsen | Spectateurs : 30 600 Arbitrage : Kim Milton Nielsen |